# 2000 CK92
2000 CK92 är en asteroid i huvudbältet som upptäcktes den 6 februari 2000 av LINEAR i Socorro County, New Mexico.
Asteroiden har en diameter på ungefär 13 kilometer och den tillhör asteroidgruppen Veritas.